# Песочный человек: Кукольный домик
Песочный человек: Кукольный домик (англ. The Sandman: The Doll's House) — второй том комиксов из серии The Sandman. Книга объединяет в себе выпуски The Sandman #9-16.

## Содержание тома
| Выпуск | Оригинальное название | Русское название    | Сценарист  | Художник         | Растушевщик         | Художник по цвету | Каллиграф     | Редактор     |
| ------ | --------------------- | ------------------- | ---------- | ---------------- | ------------------- | ----------------- | ------------- | ------------ |
| 9      | Tales in the Sand     | Сказания в песках   | Нил Гейман | Майк Дрингенберг | Малькольм Джонс III | Робби Буш         | Тодд Клейн    | Карен Бергер |
| 10     | The Doll’s House      | Кукольный домик     | Нил Гейман | Майк Дрингенберг | Малькольм Джонс III | Робби Буш         | Тодд Клейн    | Карен Бергер |
| 11     | Moving In             | Вселение            | Нил Гейман | Майк Дрингенберг | Малькольм Джонс III | Робби Буш         | Джон Костанза | Карен Бергер |
| 12     | Playing House         | Домик для игр       | Нил Гейман | Майк Дрингенберг | Малькольм Джонс III | Робби Буш         | Джон Костанза | Карен Бергер |
| 13     | Men of Good Fortune   | «Люди доброй удачи» | Нил Гейман | Майк Дрингенберг | Малькольм Джонс III | Робби Буш         | Тодд Клейн    | Карен Бергер |
| 14     | Collectors            | Коллекционеры       | Нил Гейман | Майк Дрингенберг | Малькольм Джонс III | Робби Буш         | Тодд Клейн    | Карен Бергер |
| 15     | Into the Night        | В ночи              | Нил Гейман | Майк Дрингенберг | Малькольм Джонс III | Робби Буш         | Тодд Клейн    | Карен Бергер |
| 16     | Lost Hearts           | Потерянные сердца   | Нил Гейман | Майк Дрингенберг | Малькольм Джонс III | Робби Буш         | Тодд Клейн    | Карен Бергер |